# كاربابينيم

بنية هيكل الكاربابينيم

الكاربابينيمات (بالإنجليزية: Carbapenem)‏ تماثل المضادات الحيوية البتالاكتامية في التركيب الكيميائي ويتوافر من هذه المضادات الحيوية الإيميبينيم والميروبينم.

## الفاعلية ضد الميكروبات
1. الميروبينم: ( Meropenem ) يماثل الإميبينيم ولكنه أكبر فاعلية قليلاً ضد الهوائيات سالبة الجرام وأقل فاعلية قليلاً ضد موجبات الجرام.[2]
2. الإيميبينيم: ( Imipenem ) له مجال واسع وفاعلية جيدة ضد العديد من العصيات سالبة الجرام، الكائنات موجبة الجرام واللاهوائيات. الإميبينيم يقاوم التحلل بمعظم البيتالاكتاميزات ولكنه غير مقاوم للميتالوبيتالاكتاميز. من البكتريا المقاومة للإميبينيم:

- إنتيروكوكس فيشيم
- سلالات الستافيلوكوكاي المقاومة للمثيسيلين
- كلوستريديم ديفيسيل
- بركهولديريا سيباشيا
- ستينوتروفومونس مالتوفيلا

## حركية الدواء
- الإميبينيم: يخترق أنسجة وسوائل الجسم جيداً وكذلك السائل الشوكي المخي. يتم تثبيط الإميبينيم بواسطة إنزيم ديهيدروبيبتيديز في الأنابيب البولية، ويؤدي إلي قلة تركيزه في البول، ولذلك يتم إعطاء الإميبينيم مع مثبط لإنزيم الديهيدروبيبتيديز، السيلاستاتين، في الاستخدامات الطبية.
- الميروبينيم: يخترق جيداً أيضاً الأنسجة والسائل الشوكي المخي.و هو لا يتحلل بإنزيم الديهيدروبيبتيديز البولي ولذلك لا توجد حاجة لاستعمال مثبط مثل السيلاستاتين.

## الاستخدامات الطبية
يتم وصف الإميبينيم أو الميروبينيم للعدوي التي تسببها الكائنات المشتبة بها المُقاوِمة للأدوية المتاحة الأخرى. الكاربابينيمات فعالة ضد العديد من سلالات النوموكوكاي فائقة المقاومة للبنيسيلين. الكاربابينيم هو المضاد الحيوي البيتالاكتامي الأمثل لعلاج عدوي الإنتيروبكتر لأنه مقاوم للتحلل بإنزيم البيتالاكتاميز الذي تنتجه الإنتيروبكتر. السودومونس قد تطور مقاومة بسرعة ضد الإميبينيم، ولذلك يُوصي باستخدام متزامن لأمينوجليكوزايد للعدوي التي تسببها السودومونس. الإميبينيم أو الميروبينيم - مع أو من دون أمينوجليكوزايد - من المحتمل أن يكون علاج فعال للمرضي الذين يعانون من نقص خلايا النيتروفيل الدموية.

## الآثار الجانبية
- الغثيان
- الترجيع
- الإسهال
- طفح جلدي
- تفاعلات في موضع الحقن المستمر
- زيادة مستويات التركيز في مرضي الفشل الكلوي يؤدي إلي تشنجات بينما أن الميروبينيم أقل احتمالية لتسبيب تشنجات من الإميبينيم.
- المرضي الحساسون من البنسيسلينات يُحتمل أن يكونوا حساسون من الكاربابينيمات أيضاً.